# Règle du cockpit stérile

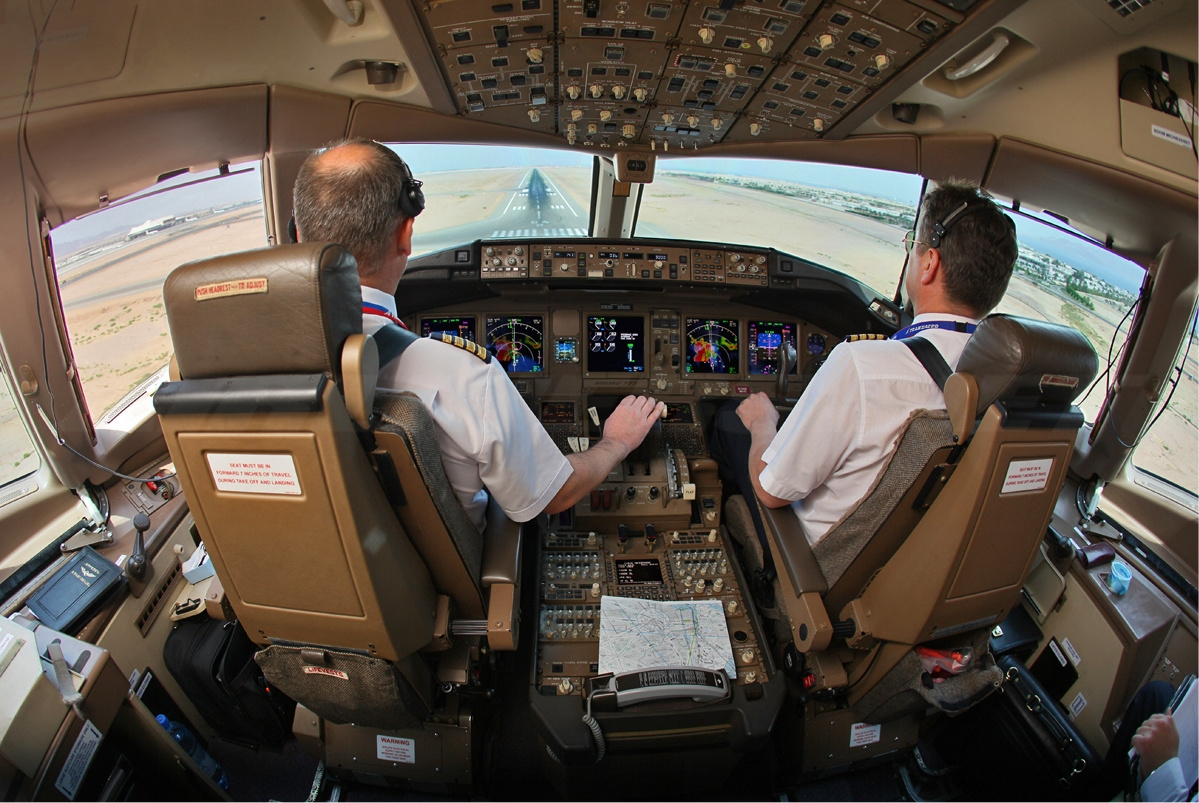
Pilotes à l'atterrissage d'un Boeing 777.

Dans l'aviation, la règle du cockpit stérile (sterile flight deck rule) désigne une exigence de sécurité des vols. Pendant les phases critiques de vol (normalement en dessous de 10 000 pieds, soit 3 048 mètres), seules les activités nécessaires à la sécurité de l'avion sont effectuées ; toutes les activités non essentielles dans le poste de pilotage sont strictement interdites. Aux États-Unis, la Federal Aviation Administration (FAA) a imposé la règle en 1981, après avoir examiné une série d'accidents causés par des équipages distraits de leurs fonctions de pilotage, notamment en tenant des conversations et des activités non essentielles pendant les parties critiques du vol,,.
L'un de ces accidents est le vol Eastern Air Lines 212, qui s'est écrasé juste en amont de la piste de l'aéroport international Charlotte-Douglas en 1974 alors qu'il effectuait une approche aux instruments dans un brouillard dense, tuant 72 des 82 passagers à bord. Le conseil national de la sécurité des transports américain (NTSB) a conclu qu'une cause probable de l'accident était le manque d'attention porté à l'altitude basse, en raison de la distraction causée par les bavardages entre l'équipage du cockpit pendant la phase d'approche du vol,.

## Contexte historique
Au tout début de l'aviation, les pilotes avaient peu de chances d'envisager des activités non essentielles. Le vol exigeait une attention constante, et le bruit du vent et du moteur dans le cockpit ouvert empêchait les conversations normales. 
Dans les premières années du vol aux instruments, l'effort impliqué du « vol avec faisceau » (« Flying the beam », consistant à naviguer selon un parcours déterminé par l'intersection des signaux radio au sol, en s'efforçant d'écouter à travers un casque le flux audio, a également forcé les pilotes à se concentrer sur les tâches de vol dans des conditions météorologiques de vol aux instruments.
Au fur et à mesure que la technologie de l'aviation a mûri pendant l'ère du jet dans les années 1960, le confort et les niveaux sonores se sont progressivement améliorés. Ils sont devenus propices aux distractions. Les équipages de vol et de cabine, les pilotes automatiques, les repas en vol, le service de journaux et d'autres éléments de confort ont encore accru la disponibilité et la commodité des activités étrangères au vol, pour les équipages en vol. 
L'introduction de l'enregistreur phonique (CVR) en tant qu'observateur objectif à bord a joué un rôle important dans l'identification du problème lors des enquêtes sur les accidents par le NTSB qui ont eu pour conséquence la mise en place des règles par la FAA.

## Exigences d'exploitation
Selon le Federal Aviation Regulations (FAR), la règle est légalement applicable à la partie 121 (transporteurs aériens réguliers) et à la partie 135 (exploitants commerciaux), et non à la partie 91 (aviation générale non commerciale). Il est spécifié dans la FAR 121.542 / 135.100 des États-Unis, « Fonctions des membres d'équipage du cockpit », :
1. Aucun titulaire de certificat ne doit exiger, ni aucun membre d'équipage du cockpit, d'effectuer des tâches au cours d'une phase critique du vol, à l'exception des fonctions nécessaires à la sécurité de l'exploitation de l'aéronef. Des tâches telles que les appels requis par la compagnie aérienne à des fins non liées à la sécurité, telles que la commande de fournitures de cuisine et la confirmation des correspondances des passagers, les annonces faites aux passagers pour promouvoir le transporteur aérien ou signaler les sites d'intérêt, […] ne sont pas nécessaires pour la sécurité d'exploitation de l'aéronef.
2. Aucun membre d'équipage du cockpit ne peut se livrer, ni aucun pilote commandant de bord, à une quelconque activité durant une phase critique de vol qui pourrait distraire un autre membre d'équipage de l'exercice de ses fonctions ou qui pourrait nuire de quelque manière que ce soit à la bonne conduite de ces fonctions. Des activités telles que prendre des repas, engager des conversations non essentielles dans le poste de pilotage et des communications non essentielles entre la cabine et les équipages du poste de pilotage, ou lire des publications non liées à la bonne conduite du vol ne sont pas nécessaires pour une utilisation sûre de l'avion.
3. Aux fins de la présente section, les phases critiques de vol comprennent toutes les opérations au sol impliquant le roulage, le décollage et l'atterrissage, et toutes les autres opérations aériennes effectuées à moins de 10 000 pieds (3 048 mètres), à l'exception du vol de croisière[9].

## Personnel navigant commercial et communication avec les pilotes
Étant donné que la règle du cockpit stérile s'applique aux personnels navigants commerciaux ainsi qu'aux pilotes, la recherche a montré que les premiers peuvent hésiter à appeler le poste de pilotage pendant que la règle est en vigueur, même en cas d'urgence. Par exemple :
« Le 9 juillet 1995, une porte passager arrière d'un ATR s'est séparée après le décollage à une altitude de 600 pieds (183 mètres) (NTSB, 1995b). L'agent de bord à la porte a déclaré qu'elle n'avait pas pensé à appeler le poste de pilotage lorsqu'elle a entendu le bruit d'une fuite sur la porte avant sa séparation, car l'avion était dans des conditions de cockpit stérile (Code of Federal Regulations, 1994). Lorsqu'on lui a demandé dans quelles conditions elle appellerait le cockpit une fois stérile, elle a répondu qu'elle appellerait en cas d'incendie ou de problème avec un passager. La confusion et l'interprétation rigide de la règle du cockpit stérile ne sont pas inhabituelles, comme l'ont montré nos études. »  — Cockpit/Cabin Crew Performance: Recent Research, 1995.
La Federal Aviation Administration (FAA) a également noté que :
« De nombreux agents de bord ne comprennent pas clairement ce que signifie « cockpit stérile ». Les agents de bord doivent recevoir des informations spécifiques sur le type d'information méritant de contacter les membres d'équipage du cockpit pendant la période stérile. L'hésitation ou la réticence d'un agent de bord à contacter les membres d'équipage du cockpit avec des informations de sécurité importantes en raison d'une conception erronée de la règle du cockpit stérile est potentiellement encore plus grave que la distraction inutile causée par des violations du cockpit stérile(p3). »
Japan Airlines (JAL) est allé un peu plus loin en décrivant dans un manuel de formation des agents de bord plusieurs situations qui justifieraient une communication agent de bord-pilote pendant le décollage et l'atterrissage. Ces situations comprenaient(p7) :
- tout début d'incendie ;
- la présence de fumée dans la cabine ;
- toute anomalie de l'assiette de l'aéronef lors du décollage et de l'atterrissage ;
- l'existence de tout bruit ou vibration anormaux, et
- l'observation de toute fuite de carburant ou autre fluide.

JAL a également prévu des conseils quant au moment d'appeler les pilotes (« en cas de découverte d'une anomalie »), pour quelle raison les appeler (« même [quand] pas absolument sûr, faire l'appel ») et comment les appeler (« utiliser l'appel du pilote à la communication d'urgence »).

## Violation de la règle
Voici une liste, non exhaustive, de cas où la violation de la règle du cockpit stérile a contribué à un accident :
- Vol Eastern Air Lines 212, 11 septembre 1974[14].
- Vol Inex-Adria Aviopromet 1308, 1er décembre 1981.
- Vol Air Florida 90, 13 janvier 1982.
- Vol Continental Airlines 1713, 15 novembre 1987[15].
- Vol Widerøe 710, 6 mai 1988.
- Vol Delta Air Lines 1141, 31 août 1988[16].
- Vol Independent Air 1851, 8 février 1989.
- Vol Turkish Airlines 5904, 7 avril 1999.
- Vol LAPA 3142, 31 août 1999.
- Vol Air Algérie 6289, 6 mars 2003
- Vol Armavia 967, 3 mai 2006
- Vol Comair 5191, 27 août 2006[17],[18].
- Vol Colgan Air 3407, 12 février 2009[19].
- Accident de l'avion présidentiel polonais à Smolensk, 10 avril 2010.
- Accident du Soukhoï SuperJet 100 sur le Salak, 9 mai 2012.
- Vol US-Bangla Airlines 211, 12 mars 2018.
- Vol Aeroméxico Connect 2431, 31 juillet 2018.
- Vol Pakistan International Airlines 8303, 22 mai 2020.
- Vol Yeti Airlines 691, 15 janvier 2023.